# Kożuchów
Kożuchów (udtale: [kɔˈʐuxuf]; tysk: Freystadt in Schlesien) er en by og en kommune (Gmina) i det vestlige Polen, der ligger midt i voivodskabet Lubusz (Województwo lubuskie) og har 9.086(2021) indbyggere og et areal på		5,95 km². Den er en del af powiatet (amt) Nowa Sól.

## Historie
Byen blev grundlagt i det 12. århundrede, da den var en del af Kongeriget Polen. Det fik stadsrettigheder i 1273 i processen med Ostsiedlung. Det blev en del af Hertugdømmet Głogów/Glogau under det Det Hellige Romerske Rige, styret af slægterne Piast og Jagiellon indtil dets opløsning i 1506.

## Galleri
- Gade i Kożuchów
- Kirken for Jomfru Marias renselse
- Rådhus
- Skulpturer af de hellige Peter og Paulus på facaden af et byhus fra det 18. århundrede
- Forsvarsmur